# Condado de Wagoner
El condado de Wagoner (en inglés: Wagoner County), fundado en 1907, es un condado del estado estadounidense de Oklahoma. En el año 2000 tenía una población de 57.491 habitantes con una densidad de población de 39,5 personas por km². La sede del condado es Wagoner.

## Geografía
Según la oficina del censo el condado tiene una superficie total de 1531 km² (591,1 mi²), de los que 1458 km² (562,9 mi²) son tierra y 73 km² (28,2 mi²) (4,75%) son agua.

### Condados adyacentes
- Condado de Rogers - noroeste
- Condado de Mayes - noreste
- Condado de Cherokee - este
- Condado de Muskogee - sur
- Condado de Tulsa - oeste

## Demografía
Según el censo del 2000 la renta per cápita media de los habitantes del condado era de 41.744 dólares y el ingreso medio de una familia era de 47.062 dólares. En el año 2000 los hombres tenían unos ingresos anuales 36.419 dólares frente a los 23.546 dólares que percibían las mujeres. El ingreso por habitante era de 18.272 dólares y alrededor de un 8,90% de la población estaba bajo el umbral de pobreza nacional.

## Ciudades y pueblos
| - Bixby - Broken Arrow - Catoosa - Coweta | - Fair Oaks - Neodesha - Okay - Oneta | - Porter - Redbird - Rocky Point - Taylor Ferry | - Toppers - Tullahassee - Tulsa (de modo parcial) - Wagoner |